# The Red Jumpsuit Apparatus (musikalbum)
The Red Jumpsuit Apparatus är debutalbumet från det amerikanska poppunk/post-hardcore-bandet The Red Jumpsuit Apparatus. Det spelades in och utgavs ungefär två år innan deras första stora CD-släpp Don't You Fake It.

## Låtlista
1. "Ass Shaker" - 3:24
2. "Home Improvement" - 3:01
3. "Love Seat" - 3:06
4. "Cat And Mouse" - 3:15
5. "Justify" - 2:49
6. "Face Down" - 3:36
7. "Getting By" - 3:22
8. "Kins And Carroll" - 3:53
9. "Angels Cry" - 3:53
10. "Twenty Hour Drive" - 3:01
11. "Disconnected" - 2:45
12. "The Acoustic Song" - 3:46

Många av låtarna finns även med på deras första stora albumsläpp, Don't You Fake It. "The Acoustic Song" är en akustisk version av " Your Guardian Angel" och "Ass Shaker" är en lite annorlunda version av "In Fate's Hands". "Disconnected" finns endast med som bonusspår på deluxeutgåvan av Don't You Fake It. Skrikandet i "Face Down" är borttaget och den slutgiltiga refrängen är något ändrad. Även "Cat and Mouse" och "Justify" finns med.